# 山寿丸
山寿丸（やまじゅまる）は、山下新日本汽船が所有・運航していた原油タンカー。

## 概要
本船は出光興産から15年間の積荷保証を確保し、第20次計画造船で建造された。
建造所は日立造船因島工場で、船台の都合により大型船としては同所初の分割建造方式を採用、
船首部を1965年6月3日、残り230mの主船体部を6月15日にそれぞれ進水させた後にドックで結合、同年10月7日に竣工した。
船体は長さの割に幅広の経済船型で、甲板室と煙突を分離独立させてそれぞれ甲板上に設置するタワーブリッジ方式を採用しており、船価は34億9300万円（当時）。
本船は竣工時、世界最大のディーゼル船で、タンカーとしても1962年に竣工した「日章丸」（132,334重量トン）に次ぐ大きさであった。
竣工後、出光タンカーが定期用船してペルシア湾から徳山、千葉への原油輸送に従事したが、
オイルショック後のタンカー需要減少で整理対象となり、1977年12月30日、解体のため台湾の南榮鋼鐵股份有限公司に売却された。